# Mom (TV-serie)
Mom är en amerikansk sitcom som hade premiär 23 september 2013 på CBS. Serien är skapad av Chuck Lorre, Eddie Gorodetsky och Gemma Baker och har Anna Faris och Allison Janney i huvudrollerna.

## Handling
Mom handlar om den ensamstående mamman Christy Plunkett (Anna Faris) som vill starta ett nytt liv som nykter alkoholist. Hennes mor Bonnie Plunkett (Allison Janney) är även hon nykter efter att ha missbrukat alkohol och droger. Christys 17-åriga dotter Violet (Sadie Calvano) som föddes när Christy var 16 år gammal väntar själv barn tillsammans med sin pojkvän Luke. Christy har även yngre sonen Roscoe tillsammans med sin före detta make Baxter.

## Rollista
- Anna Faris – Christy Plunkett
- Allison Janney – Bonnie Plunkett
- Jamie Pressly - Jill Kendall
- Blake Garrett Rosenthal – Roscoe
- Spencer Daniels – Luke
- Matt L. Jones – Baxter
- Nate Corddry – Gabriel
- French Stewart – Chef Rudy
- Mimi Kennedy – Marjorie Armstrong
- William Fichtner – Adam Janikowski
- Octavia Spencer – Regina Tomkins
- Kevin Pollak – Alvin Biletnikoff
- Courtney Henggeler – Claudia
- Reggie de Leon – Paul